# Dan Bilgrau
Dan Bilgrau (født 1975 i Randers) er en dansk digter. Hans digte kredser meget om mandekønnet og kønsroller. Et andet udtalt tema er hans hjemby Randers. Foruden publikation i blade og magasiner findes digtsamlingerne Publi-City, Forlaget Getrax 1998 og De ka' Randers i Røven, Forlaget MUNK 2005. Sidstnævnte er udgivet i fællesskab med digterkollegaen David Hein Bach (f. 1974), der ligeledes er fra Randers.